# 中華民國全國工業總會
中華民國全國工業總會（簡稱工業總會、全國工總或工總）為中華民國所有工業團體的聯合會，被視為是中華民國企業家的法人代表；前身為創立於1942年的「中國全國工業協會」。與全國商業總會、工商協進會、電電公會、工業區廠商聯合總會、外貿協會與全國中小企業總會合稱七大工商團體。
現任理事長為潘俊榮，副理事長為何壽川、秦榮華、陳進財、詹正田、侯傑騰，監事會召集人為苗豐盛名譽理事長為王文淵。

## 歷史
- 1942年，中國全國工業協會成立。
- 1947年10月27日，總統令公布《工業會法》，全國各地原屬社團性質之「工業協會」依該法改組為法人性質的工業團體。
- 1948年9月，國民政府社會部邀集各地區省市工業會、各業聯合會負責人舉辦座談會，決議籌設「全國工業總會」。11月11日，中華民國全國工業總會在南京市舉辦成立大會，選出首屆理事45人、監事15人。
- 1949年，隨著中華民國政府遷台，中華民國全國工業總會遷往台北市，推舉常務理事陶桂林出任在台復會後首位理事長。
- 1974年12月28日，總統令，公布廢止《工業會法》，制定公布《工業團體法》。
- 1975年2月26日，內政部與經濟部令，訂定發布《工業團體法施行細則》。
- 1975年6月，中華民國全國工業總會在台北市舉行第一屆第一次理監事暨所屬團體會員代表會議，林挺生當選改組後首任理事長。

## 歷任首長

### 理事長
《工業會法》時期
1. 陶桂林：民國38年至46年
2. 束雲章：民國46年至54年
3. 潘仰山：民國54年至64年

《工業團體法》時期
1. 林挺生：64.6~67.10
2. 林挺生：67.10~70.9
3. 辜振甫：70.9~73.10
4. 辜振甫：73.10~76.12
5. 許勝發：76.12~80.1
6. 許勝發：80.1~83.1.26
7. 高清愿：83.1.26~86.2.24
8. 高清愿：86.2.24~89.4.13
9. 林坤鐘：89.4.13~92.4.7
10. 侯貞雄：92.4.7~95.4.7
11. 陳武雄：95.4.7~98.4.23
12. 陳武雄：98.4.23~101.4.10
13. 許勝雄：101.4.10 ~ 104.4.9
14. 許勝雄：104.4.9 ~ 107.4.17
15. 王文淵：107.4.17 ~110.4.15
16. 王文淵：110.4.15~111.4.8
17. 苗豐強：111.4.8~113.4.24
18. 潘俊榮：111.4.25~

### 監事會召集人
1. 陶子厚：64.6~67.10
  1. 陳蘭皋：67.10~70.9
  2. 林燈：70.09~73.10
  3. 陳蘭皋：73.10~75年初 (於台電退休時同時解任此職務)
  4. 李儒林：75年初~76.12
  5. 林坤鐘：76.12~80.1
2. 林坤鐘：80.1~83.1.26
3. 林坤鐘：83.1.26~86.2.24
4. 林坤鐘：86.2.24~89.4.13
5. 張廣博：89.4.13~92.4.7
6. 林伯豐：92.4.7~95.4.7
7. 許勝雄：95.4.7~98.4.23
8. 王文淵：98.4.23~101.4.10
9. 潘俊榮：101.4.10 ~ 104.4.9
10. 潘俊榮：104.4.9 ~ 107.4.17
11. 潘俊榮：107.4.17 ~110.4.15
12. 潘俊榮：110.4.15~113.4.24
13. 苗豐盛：113.4.25~

## 爭議
- 2016年7月26日，七大工商團體全數缺席勞動部基本工資審議委員會[2]，工總常務理事何語甚至嗆聲「有誰規定基本工資只能調升、不能調降」[3]，引發網友熱議。

- 2017年1月3日 東森新聞雲記者於報導中誤植『資方稱單週160小時才過勞』，原演講內容為『單月』，被其它媒體轉載後在網路上被網友熱議，引發網友攻擊：一週才168小時。工總常務理事何語，稱日本對過勞的定義，為單月超過160小時，批台灣勞工是「東亞病夫」，引發網友熱議。網友攻擊兩天後，始經過東森新聞雲修正後之報導：http://www.ettoday.net/news/20170102/841052.htm（页面存档备份，存于）

## 白皮書
工總每年定期提出白皮書，作為政府施政建議。
《2016工總白皮書》：提及「勞工每個月只要不額外加班超過72小時，就不會過勞。」因而被網友批是將勞工當成奴隸。
《2014工總白皮書》：多是提出如何壓低人力成本、讓勞工延長工作時間、減低企業的勞動成本之建言。

## 外部連結
- 中華民國全國工業總會（页面存档备份，存于）